# Globba keithii
Globba keithii är en enhjärtbladig växtart som beskrevs av Henry Nicholas Ridley. Globba keithii ingår i släktet Globba och familjen Zingiberaceae.
Artens utbredningsområde är Thailand. Inga underarter finns listade i Catalogue of Life.